# 特別送達
特別送達（とくべつそうたつ）とは、日本において、民事訴訟法第103条から第106条まで及び第109条に規定する方法により、裁判所から訴訟関係人などに送達すべき書類を送達し、その送達の事実を証明する、郵便物の特殊取扱である。特送（とくそう）と略されることもある。郵便法第44条及び第49条の規定に基づいて、日本郵便株式会社が実施する。

## 概要
日本郵便の社員である郵便局員は、特別送達郵便物を配達または窓口交付した場合、その日のうちに「郵便送達報告書」を作成し、郵便認証司が認証することによって、日本郵便が送達の事実を証明する。
特別送達の業務に従事する者及び郵便認証司の有資格者は、刑法その他の罰則の適用について、郵便法74条の規定により公務に従事するみなし公務員に分類されている。

## 差し出し
特別送達は郵便法の規定に基づいて、民事訴訟法第103条から第106条まで及び第109条に掲げる方法により送達すべき書類を内容とする郵便物に限って可能な取り扱いで、必ず一般書留の特殊取扱とする必要がある。郵便料金は、「基本料金（普通郵便相当額）+一般書留料金+特別送達料金」がかかる。
差出人は、郵便物の表面の見やすい所に「特別送達」（名宛人の就業場所を送達場所とするときは「特別送達（就業場所）」）と明瞭に記載する。（書留の表示は不要である）
また、その裏面に所定の「郵便送達報告書用紙」を貼り付けて差し出さなくてはならない（郵便料金の計算に当たっては、郵便物の重量には郵便送達報告書用紙の重量を算入しない）。
なお、特別送達は一般書留扱いとした郵便物にのみ付することのできるオプションであり、普通郵便（特定記録扱いを含む）、簡易書留などには付することができない。
特別送達の取扱いができるのは、その例として、次の書類を内容とする郵便物である。
| 差出人           | 書類の内容 |
| ---------------- | --- |
| 裁判所           | 民事裁判手続きに関する書類（訴状、期日呼出状、判決正本、支払督促正本、差押命令正本等） 家事審判書謄本等 裁判員等選任手続期日のお知らせ（呼出状） 刑事裁判手続きに関する書類（起訴状謄本、召喚状、略式命令謄本等） |
| 裁判官弾劾裁判所 | 裁判官弾劾法に基づき送達すべき書類（訴追状等） |
| 公正取引委員会   | 独占禁止法の規定に基づき送達すべき書類 |
| 特許庁           | 特許法の規定に基づき送達すべき書類 実用新案法の規定に基づき送達すべき書類 意匠法の規定に基づき送達すべき書類 商標法の規定に基づき送達すべき書類                                                                   |
| 収用委員会       | 土地収用法の規定に基づき送達すべき書類 |
| 公証役場         | 公正証書謄本等 |

## 配達方法
原則として、受送達者（名宛人）に、直接交付して送達を行う（交付送達、民事訴訟法第101条）。受送達者は、正当な理由なく送達を受けることを拒むことができない。受送達者が、正当な理由なく送達を受けることを拒んだ場合には、その場に郵便物を差し置くことにより、送達が完了する（差置送達、民事訴訟法第106条第3項）。受送達者に出会った場所（郵便局の窓口など）で送達することもできる（出会送達、民事訴訟法第105条）。
受送達者の住所、居所、営業所又は事務所において送達をする場合に受送達者が不在の場合は、使用人その他の従業者又は同居者であって書類の受領について相当のわきまえがある者に送達することができ（補充送達、民事訴訟法第106条第1項前段）、これらの者は、正当な理由なく送達を受けることを拒むことができない。これらの者が、正当な理由なく送達を受けることを拒んだ場合には、その場に郵便物を差し置くことにより、送達が完了する（差置送達、民事訴訟法第106条第3項）。日本郵便株式会社の営業所（つまり郵便局）の窓口で交付することにより送達することもできる（補充送達、民事訴訟法第106条第1項後段）。
受送達者の就業場所において送達をする場合に受送達者が不在の場合は、受送達者の使用者（雇用主など）又はその法定代理人（使用者が法人の場合の代表者など）若しくは使用人その他の従業者であって書類の受領について相当のわきまえのある者に送達することができる（補充送達、民事訴訟法第106条第2項）。ただし、これらの者は、送達を受けることを拒むことができる。
交付送達又は補充送達をした場合は、受領を証するため、郵便送達報告書に受領者の押印又は署名を受ける。受取人が受送達者本人の場合は、（苗字だけの）印鑑でよく、サインの場合は楷書でのフルネームサインが必要である。受取人が受送達者本人でない場合は、その受取人のフルネームを配達員が知っていれば印鑑で良いが、知らない場合は印鑑は認められず、楷書でのフルネームサインが必要である。
送達した郵便局員は、郵便送達報告書を作成して、差出人（裁判所など）に提出する。
郵便認証司は、郵便送達報告書により、その郵便物が民事訴訟法第103条から第106条までに掲げる方法により、適正に送達されたこと及びその送達に関する事項が郵便送達報告書に適正に記載されていることを確認し、確認をした旨及びその年月日を郵便送達報告書に記載し、署名押印する。また、その郵便送達報告書の写しを作成し、日本郵便株式会社において、その郵便物を送達した日から1年間保存する。

### 被収容者
刑事施設に収容されている者に対する送達は、刑事施設の長に宛ててする。なお、送達の効力を受けるべき対象者が収容されていない場合には、刑事施設の長は、対象者が収容されていない旨等を記した付箋を郵便物に貼り付け、返送請求書を添えて、郵便物を返送する。